# Historisk museum
L'Historisk museum (museo di storia in norvegese) è uno dei musei di Oslo. Aperto al pubblico dal 1904, è attualmente ospitato in quattro edifici situati nel centro della città.

## Le collezioni
Il museo custodisce importanti collezioni, raccolte nel corso degli ultimi due secoli.
Presenti reperti archeologici preistorici, e una vasta sezione dedicata all'antichità classica, che raccoglie circa 3600 reperti delle civiltà egizia, greca, etrusca e romana.
Numerosi gli oggetti di epoca medievale, anche legati al culto religioso.
Esposta anche una collezione di monete greco-romane e vichinghe, decorazioni e medaglie, e oggetti etnografici provenienti da tutto il mondo.
L'Archivio runico custodisce la documentazione degli studi sulle iscrizioni in runico, risalenti al 1400 - 1500.
Un'importante sezione, posta in una sede distaccata, è dedicata a diverse testimonianze della cultura vichinga, tra cui le navi di Bygdøy.